# Шеппі
Шеппі́ (фр. Cheppy) — муніципалітет у Франції, у регіоні Гранд-Ест, департамент Мез. Населення — 155 осіб (01.01.2021).
Муніципалітет розташований на відстані близько 210 км на схід від Парижа, 85 км на захід від Меца, 55 км на північ від Бар-ле-Дюка.

## Історія
До 2015 року муніципалітет перебував у складі регіону Лотарингія. Від 1 січня 2016 року належить до нового об'єднаного регіону Гранд-Ест.

## Демографія
Динаміка населення (INSEE ):
Розподіл населення за віком та статтю (2006):
| Стать | Всього | До 15 років | 15-24 | 25-44 | 45-64 | 65-85 | Понад 85 |
| --- | ------ | ----------- | ----- | ----- | ----- | ----- | -------- |
| Чоловіки | 56     | 4           | 4     | 8     | 24    | 12    | 4        |
| Жінки | 56     | 8           | 8     | 4     | 16    | 20    | 0        |
| \| Статево-вікова піраміда \| Статево-вікова піраміда \| Статево-вікова піраміда \| \| ----------------------- \| ----------------------- \| ----------------------- \| \| Чоловіки \| Вік \| Жінки \| \| 4 \| 85 + \| 0 \| \| 0 \| 80-84 \| 0 \| \| 8 \| 75-79 \| 8 \| \| 4 \| 70-74 \| 12 \| \| 0 \| 65-69 \| 0 \| \| 8 \| 60-64 \| 4 \| \| 4 \| 55-59 \| 4 \| \| 4 \| 50-54 \| 0 \| \| 8 \| 45-49 \| 8 \| \| 0 \| 40-44 \| 0 \| \| 0 \| 35-39 \| 0 \| \| 4 \| 30-34 \| 4 \| \| 4 \| 25-29 \| 0 \| \| 4 \| 20-24 \| 4 \| \| 0 \| 15-20 \| 4 \| \| 0 \| 10-14 \| 0 \| \| 0 \| 5-9 \| 4 \| \| 4 \| 0-4 \| 4 \| |        |             |       |       |       |       |          |
| Статево-вікова піраміда |        |             |       |       |       |       |          |
| Чоловіки | Вік    | Жінки       |       |       |       |       |          |
| 4 | 85 +   | 0           |       |       |       |       |          |
| 0 | 80-84  | 0           |       |       |       |       |          |
| 8 | 75-79  | 8           |       |       |       |       |          |
| 4 | 70-74  | 12          |       |       |       |       |          |
| 0 | 65-69  | 0           |       |       |       |       |          |
| 8 | 60-64  | 4           |       |       |       |       |          |
| 4 | 55-59  | 4           |       |       |       |       |          |
| 4 | 50-54  | 0           |       |       |       |       |          |
| 8 | 45-49  | 8           |       |       |       |       |          |
| 0 | 40-44  | 0           |       |       |       |       |          |
| 0 | 35-39  | 0           |       |       |       |       |          |
| 4 | 30-34  | 4           |       |       |       |       |          |
| 4 | 25-29  | 0           |       |       |       |       |          |
| 4 | 20-24  | 4           |       |       |       |       |          |
| 0 | 15-20  | 4           |       |       |       |       |          |
| 0 | 10-14  | 0           |       |       |       |       |          |
| 0 | 5-9    | 4           |       |       |       |       |          |
| 4 | 0-4    | 4           |       |       |       |       |          |

## Пам'ятки
Шеппі було місцем битви у часи Першої світової війни. На честь американських вояків, які воювали у війні, штат Міссурі спорудив пам'ятник.

## Економіка
2010 року серед 79 осіб працездатного віку (15—64 років) 55 були активними, 24 — неактивними (показник активності 69,6%, у 1999 році було 79,2%). З 55 активних мешканців працювали 53 особи (26 чоловіків та 27 жінок), безробітними було 2 (1 чоловік та 1 жінка). Серед 24 неактивних 3 особи були учнями чи студентами, 17 — пенсіонерами, 4 були неактивними з інших причин.

У 2010 році в муніципалітеті числилось 59 оподаткованих домогосподарств, у яких проживали 130,0 особи, медіана доходів виносила 19 822 євро на одного особоспоживача